# Demonstrate
«Demonstrate» —en español: «Demostrar»— es una canción grabada por la cantante y actriz estadounidense JoJo para su pospuesto Tercer álbum de estudio, anteriormente titulado Jumping Trains. La canción está escrita por la misma JoJo y producida por Noah "40" Shebib. Fue lanzada como segundo sencillo del álbum el 28 de agosto en los Estados Unidos mediante emisoras radiales.

## Composición
«Demonstrate» es una canción R&B escrita por JoJo con una duración de tres minutos y treinta segundos. La pista comienza con una intro de guitarra acústica, luego se desliza hacia un sereno, R&B, de tendencia atasco lento. “I can’t say / but I know I can demonstrate / I can let my body explain / I know I can demonstrate,”, canta JoJo en el respaldo de un tambor. El tema central de la canción, es que JoJo le dice a un hombre que tiene un poco de algo en su mente, pero ella prefiere expresarse a través de acciones en lugar de palabras, y se acompañan de un "synth-saturada beat", producido por Noah "40" Shebib. En cuanto a los instrumentos, «Demonstrate» utiliza una guitarra acústica, ritmos programados y sintetizadores pulsantes en el coro.
Los críticos musicales, tomaron nota de sus similitudes con la canción de Kelly Rowland, «Motivation». JoJo indicó que el sencillo fue grabado e inspirado después de los elogios que recibió de su propia versión de la canción de Drake, «Marvins Room» («Take Care», 2011), titulado por JoJo como «Can't Do Better». "Estaba un poco nerviosa", dijo JoJo luego del lanzamiento de la pista debido a su contenido sexual explícito. "Pero creo que los pensamientos eran una especie de disiparon cuando la gente respondió muy bien a mi versión de «Marvin's Room», creo que era tranquilizador para mí la dirección que yo quería ir". Al hablar acerca de cómo trabajar con el productor canadiense Noah "40" Shebib, conocido por su trabajo con Drake, ella dice: "Era mi sueño, yo realmente quería entrar con él, él es el productor más emocionante con que he trabajado. nunca he visto un método como el suyo, y era muy, muy inspirador y muy amable de revigorizado mi creatividad para estar ahí con él".

## Recepción de la crítica
«Demonstrate» recibió en general buenas críticas de los expertos de la música, quienes notaron similitudes con la canción de la cantante Kelly Rowland, «Motivation». Becky Bain de Idolator al momento de hablar sobre la canción, dijo; "Esto suena exactamente a un sencillo lanzado recientemente de Kelly Rowland". Scott Shetler de PopCrush le dio un rating de cuatro de cinco estrellas, escribiendo: "JoJo suena sensual con un buen falsseto como Mariah Carey, sobre todo cuando ella canta; “I’m arrested by the night, only you can set me free / Guilty, but I’m not ashamed / I’m exactly where I wanted to be / I leave the door open wide in hopes that you would sneak inside." Adelle Platon de VIBE Vixen nombró a la canción como "Sexy...". Katharine St. Asaph de Popdust le entregó a la canción cuatro de cinco estrellas, diciendo que; "Ella maneja la técnica adaptándola a ella". Laura Sassano de OK! nombró la canción como "Definitivamente mucho más sensual que sus éxitos anteriores".
Christina Garibaldi de MTV dijo que la canción tenía algo "Sexy, muy R&B y con una letra más madura". Rich Juzwiak de Gawker.com dijo que "En su mayoría han ignorado a esta chica. Yo no puedo ignorarla", también llamó a la canción "Monstruosa". Jeffries Rick de Stupiddope.com elogió la voz dulce de JoJo y las sentidas letras que trajeron un montón de personalidad y la felicidad a la canción. Amanda Dobbins de Vulture.com llama a la canción "Una espaciosa, una especie de atasco de sexo extraño". Marcel Salas de Global Grind aplaudió a JoJo "Un sonido angelical y conmovedora", mientras Renee Brown de Examiner.com dijo: "Demonstrate, ciertamente muestra algo más maduro, ya que JoJo quiso avanzar un sonido más sexual". Bradley Stern de MuuMuse.com dijo que la canción tenía un estilo similar al de una de las canciones de JoJo "In The Dark" de su mixtape de 2010 "Can't Take That Away from Me", mientras que la comparan con artistas como Prince y Beyonce afirmando que "Es un poco como Prince y el álbum 4 de Beyonce, además de un toque de Kelly Rowland de la canción "Motivation" con Lil Wayne", "En otras palabras: es puro sexo aural". Zara Oro de VH1 alabó la canción porque "Registra de nuevo y sin abrumar al ritmo evidentemente paciente y consciente".

## Video musical
El video musical para «Demonstrate», fue filmado el 13 de agosto de 2012 al interior de una mansión de Beverly Hills con el director Jason Beattie. Cabe señalar que su fecha de publicación es desconocida.

## Lanzamiento
«Demonstrate» se estrenó el 17 de julio a través de internet y el 28 de agosto en las emisoras radiales de Estados Unidos. De acuerdo con el mánager de JoJo, el sencillo está en proceso de discusión para ser lanzado a nivel mundial. La portada para «Demonstrate» fue publicada el 17 de julio de 2012, coincidiendo con su estreno por internet.

## Historial de lanzamientos
| País           | Fecha de lanzamiento | Formato        | Discográfica | Ref.   |
| -------------- | -------------------- | -------------- | ------------ | ------ |
| Estados Unidos | 28 de agosto de 2012 | Emisora radial | Blackground  | [ 20 ] |